# 58-я стрелковая дивизия (2-го формирования)
58-я стрелковая дивизия — воинское соединение в РККА Советских Вооружённых Сил Союза Советских Социалистических Республик.
Сокращённое наименование — 58 сд.

## История
58-я стрелковая дивизия сформирована в 30-х годах 20-го столетия в Украинском военном округе (далее УкрВО).
На 1 января 1935 года управление дивизии в г. Черкассы.
С 17 мая 1935 года дивизия в Киевском военном округе (далее КВО).
На 1 июля 1935 года дивизия входила в состав 17-го стрелкового корпуса.
С 26 июля 1938 года дивизия в составе Житомирской армейской группы Киевского Особого военного округа (далее КОВО)
В сентябре-октябре 1939 года дивизия принимала участие в военном походе Красной Армии по освобождению рабочих и крестьян от угнетения капиталистов и помещиков в восточные районы Польши — Западную Украину в составе Украинского фронта (далее УФ). К октябрю дивизия вошла в 13-й стрелковый корпус Кавалерийской армейской группы.
В июне-июле 1940 года дивизия принимала участие в военном походе Красной Армии по освобождению рабочих и крестьян от угнетения капиталистов и помещиков в Румынию — в Северную Буковину в составе 17-го стрелкового корпуса 12-й армии Южного фронта (далее ЮФ).
24 апреля 1941 года дивизия переформирована в 58-ю горнострелковую дивизию.

## Боевая деятельность
1934 год
Стрелковая дивизия сформирована после 1931 года.
1935 год
1 января дивизия в УкрВО, управление дивизии в г. Черкассы.
17 мая УкрВО разделён на Харьковский военный округ и Киевский военный округ. Дивизия вошла в состав КВО.
1 июля дивизия входила в состав 17-го ск.
1936 год
1 января дивизия в КВО, военнослужащих 1877 чел.
1937 год
1 января дивизия в КВО, управление в г. Черкассы, военнослужащих 3100 чел.
Командир дивизии комбриг Г. А. Капцевич
13 августа командир дивизии комбриг Г. А. Капцевич арестован.
1938 год
1 января в КВО, управление дивизии в г. Черкассы, военнослужащих 3100 чел.
26 июля образован Киевский Особый военный округ и армейские группы. Дивизия вошла в состав Житомирской армейской группы.
17 октября бывший командир дивизии Г. А. Капцевич приговорён к высшей мере наказания и казнён.
1939 год
15 мая дивизия в КОВО, военнослужащих 5220 чел.
25 августа Управление дивизии в г. Черкассы Киевской области. В соответствии с директивой № 4/2/48611 Наркома обороны СССР Маршала Советского Союза К. Е. Ворошилова для Киевского Особого военного округа командование дивизии формировало новую 58-ю сд в г. Черкассы, а также 140-ю в г. Умань Киевской области, 146-ю сд в г. Винница Винницкой области.,
1 сентября 1939 началась германо-польская война.
4 сентября дивизия в КОВО, военнослужащих 5850 чел.
5 сентября начался очередной призыв на действительную военную службу по 1 тыс. человек для каждой вновь формируемой дивизии, в том числе и для 140-й и 146-й (см. постановление СНК СССР № 1348—268сс от 2 сентября 1939 г.).
15 сентября в соответствии с постановлением СНК СССР № 1348—268сс от 2 сентября 1939 г. начался очередной призыв на действительную военную службу по 1 тыс. человек для каждой формируемой новой дивизии КОВО. По Закону о всеобщей воинской обязанности от 1 сентября 1939 г. военнослужащие призыва 1937 г. в сухопутных войсках и авиации остались служить ещё на год.,
С 17 сентября по начало октября дивизия принимала участие в военном походе Красной Армии по освобождению рабочих и крестьян от угнетения капиталистов и помещиков в восточные районы Польши — Западную Украину в составе Украинского фронта.
Дивизия находилась в Действующей армии с 17 по 28 сентября.
К октябрю войска фронта усилились и 58-я сд вошла в состав 13-го стрелкового корпуса Кавалерийской армейской группы.
17 октября 58-я сд входила в состав УФ, военнослужащих 14000 чел.,
31 декабря Военный совет округа получил директиву № 4/2/103005 о реорганизации 58-й сд в моторизованную дивизию.
1940 год
1 января дивизия в КОВО, управление дивизии в Коломыя, военнослужащих 12000 чел. В это время в СССР существовал Северо-Западный фронт и часть войск в округах содержались в готовности к отправке на фронт. В их числе была и 58-я сд.
1 февраля моторизованная дивизия в КОВО, военнослужащих 12000 чел.
23 марта дивизия в КОВО.
4 апреля дивизия в КОВО, военнослужащих 12000 чел.
1-27 мая дивизия в КОВО, военнослужащих 12000 чел.
2 июня дивизия в КОВО, военнослужащих 12000 чел.
10 июня по директиве начальника Генштаба РККА дивизия приводится в боевую готовность и готовится к перемещению по железной дороге в район сосредоточения.
С 28 июня дивизия принимала участие в военном походе Красной Армии по освобождению рабочих и крестьян от угнетения капиталистов и помещиков в Румынию — в Северную Буковину в составе 17-го стрелкового корпуса 12-й армии Южного фронта.
Командующий войсками 12-й армии получил приказ Военного совета фронта направить в первом эшелоне 2-й кавалерийский корпус с 5-й легкотанковой бригадой (быстроходные лёгкие танки БТ) занять район Герца (иск.), Липканы, Залещики и закрепиться на рубеже р. Прут от Герца (иск.) до Липканы, одной кд немедленно занять Хотин, за 2-м кк направить 58-ю сд, которой выйти в район — Динауцы (Диновцы) и сменить части 2-го кк, имея штадив и основные силы дивизии — Динауцы. 2-му кк по смене полностью сосредоточиться в районе Хотин. Штаб 2-го кк — Хотин.
В 14.00 операция началась.
В 14.30 из 12-й армии в Северную Буковину вступили 5-я лтбр и 58-я сд 17-го ск в районе Снятын.
В 21.00 Военный совет Южного фронта поставил задачи для 12-й армии на 29 июня, а в них 58-я сд с 5-й лтбр имели задачу двигаться к Динауцы. Штаб 17-го ск вывести в г. Черновицы и подчинить командованию 17-го ск — 131-ю, 60-ю и 58-ю сд.
Ночью 30 июня Военный совет Южного фронта поставил задачи для 12-й армии на 30 июня, а в них к исходу дня 60-й сд выйти в район Терешени (Тарашаны) и передовыми частями 60-й и 58-й сд закрепиться по границе на участке Фонтина Алба, ст. Тереблешти (Порубное), Херца (Герца), Липканы.
1 июля на участке границы Новоселица-Липканы 58-я сд сменила 3-ю кд 2-го кк и 5-ю лтбр.
3 июля в 14.00 советско-румынская граница была закрыта.
9 июля было расформировано управление Южного фронта.
29 июля командиром дивизии назначен генерал-майор Н. И. Прошкин.
30 июля дивизия в КОВО, военнослужащих 12000 чел.
25 октября дивизия в КОВО, военнослужащих 12000 чел.
1941 год
1 января дивизия в КОВО, военнослужащих 12000 чел.
24 апреля 1941 года дивизия переформирована в 58-ю горнострелковую дивизию.

## Состав
На 1.07.1935:
- Управление дивизии.
- 172-й стрелковый полк.
- 173-й стрелковый полк.
- 174-й стрелковый полк.
- 58-й артиллерийский полк.

## Подчинение
| На дату                        | Фронт                         | Армия                          | Корпус                 |                            |
| ------------------------------ | ----------------------------- | ------------------------------ | ---------------------- | -------------------------- |
| Начало 30-х годов — 17.05.1935 | Украинский военный округ      |                                |                        |                            |
| 17.05.1935 — 26.07.1938        | Киевский военный округ        |                                | 17-й стрелковый корпус |                            |
| 26.07.1938 — 16.09.1939        | Киевский Особый военный округ | Житомирская армейская группа   |                        |                            |
| 16.09 — …10.1939               | Украинский фронт              |                                |                        |                            |
| на 2.10.1939                   | Украинский фронт              | Кавалерийская армейская группа | 13-й стрелковый корпус |                            |
| …10.1939 — 20.06.1940          | Киевский Особый военный округ |                                |                        |                            |
| 20.06-10.07.1940               | Южный фронт                   | 12-я армия                     | 17-й стрелковый корпус |                            |
| 10.07.1940 — 24 апреля 1941    | Киевский Особый военный округ |                                |                        | переформирована в 58-ю гсд |

## Командование дивизии

### Командиры дивизии
- Капцевич, Григорий Антонович ( — 13.08.1937), комбриг[11][12];
- Акимов, Степан Дмитриевич (27.11.1937 — 20.03.1938), комбриг;
- Огурцов, Сергей Яковлевич (27.04.1940 — 03.06.1940), комбриг
- Прошкин, Николай Игнатьевич (29.07.1940 — 24.04.1941), генерал-майор[13].

### Военный комиссар
- Пожидаев Михаил Никифорович (03.04.1939 — 24.04.1941), бригадный комиссар[14].

### Начальники политотдела
- Кудрявцев Арсений Матвеевич (26.09.1939 — 24.04.1941), полковой комиссар[14]